# Mésentente
Dans le monde du travail, la mésentente est un désaccord entre un employeur et l'un de ses employés, dont la cause peut être une incompatibilité d'humeur, se manifestant par une perte de confiance de l'employeur vis-à-vis de son salarié.
La conséquence en est souvent le licenciement du salarié.

## En droit du travail français
Faute d'objectivité, la mésentente ne peut constituer seule un motif de licenciement. En effet, « un licenciement pour une cause inhérente à la personne du salarié doit être fondé sur des éléments objectifs ; la perte de confiance ne constitue pas en soi un motif de licenciement ». Une perte de confiance est d'abord subjective.
Si la perte de confiance repose sur des faits objectifs, c'est-à-dire n'existant pas uniquement dans l'esprit de l'employeur et pouvant être vérifiés par le tribunal, alors la perte de confiance peut constituer une cause de licenciement. Mais le licenciement ne sera justifié que si la mésentente a des répercussions sur le fonctionnement de l'entreprise et si le salarié en cause est responsable de cette situation.
Par exemple, si un salarié d'une entreprise refuse une mission parce qu'il estime qu'elle risque de compromettre le fonctionnement de l'entreprise cliente, et par voie de conséquence les relations entre l'entreprise et ce client, et que ce refus engendre une mésentente, le salarié ne peut pas être considéré comme responsable de cette situation.